# Shivling
Lo Shivling è una montagna dell'Himalaya del Garhwal, nello Stato indiano dell'Uttarakhand.

## Geografia
Fa parte del gruppo di Gangotri, composto da cime che insistono attorno al ghiacciaio di Gangotri e al fiume Bhagirathi.
Il suo nome fa riferimento al sacro lingam di Shiva. Per il suo aspetto ricorda molto il Cervino. Da Gaumukh ha l'aspetto di una piramide, ma in realtà presenta due cime distinte, nordest e sudovest, più bassa di 42 m. Luogo di pellegrinaggio e sede dei campi base delle spedizioni alpinistiche è Tapovan (4300 m circa).
Lo Shivling chiude a ovest il ghiacciaio inferiore di Gangotri, slanciandosi da un contrafforte che sporge dalla cresta che delimita a sudovest il bacino glaciale. Della cresta fanno parte altre cime note quali Bhrigupanth, Thalay Sagar e Meru. È fronteggiato ad est dal massiccio del Bhāgīrathī.

## Alpinismo
Malgrado l'altitudine non elevata la sua conformazione ha un grande impatto visivo. Tutto ciò, unito all'asperità delle pareti e alla ripidezza che presentano tutti i versanti lo ha reso una meta alpinistica molto ambita.
L'esplorazione del ghiacciaio del Gangotri avvenne ad opera di spedizioni inglesi negli anni trenta. Una spedizione esplorativa tedesca guidata da R.Schwargruber nel 1938, che compì diverse prime salite (tra cui Bhagirathi II e Sri Kailash), dichiarò di non aver individuato alcuna linea fattibile di salita a causa della ripidezza delle pareti e della barriera di seracchi.
La prima salita fu opera di una spedizione pesante della polizia di frontiera indiana, che attrezzò con due chilometri di corde fisse la cresta Sud-Ovest che porta al colle tra le due cime. Una seconda spedizione indiana raggiunse la cima principale per la stessa via alla fine di giugno.
Negli anni ottanta e novanta numerose spedizioni si alternano sulle varie creste e pareti, puntando a percorrerle in stile alpino.
La cresta est viene percorsa pochi anni dopo, nel 1981, da Doug Scott, Greg Child, Georges Bettembourg e Rick White. Nel 1983 Chris Bonington e Jim Fotheringham effettuano in stile alpino la prima salita diretta alla cima ovest (6501 m) per la cresta sud-est, percorsa in un unico sforzo in 5 giorni.
Nel 1986 gli italiani Paolo Bernascone, Fabrizio Manoni ed Enrico Rosso percorrono per primi la parete nord-est della cima principale (VI, A1, 85°). Poco più a destra, lungo il pilastro nord che separa la parete nelle metà orientale ed occidentali, nel maggio 1993 gli altoatesini Hans Kammerlander e Christoph Hainz compiono un'impresa notevole, dovendo salire e scendere al campo base a più riprese per il maltempo (su una linea salita già in parte da una spedizione giapponese nel 1980), percorrendo infine la via interamente senza averla attrezzata con un bivacco, raggiungendo difficoltà VII grado.
Il completamento della linea fino alla vetta, che i due non effettuarono a causa del maltempo, viene tentato più volte negli anni successivi. Lo ottiene Thomas Huber, in squadra con lo svizzero Iwan Wolf (a causa di una tonsillite occorsa al fratello Alexander nei primi giorni di scalata), percorrendo Shiva's line tra il 29 maggio e il 1º giugno 2000 (VII, A4, M6).